# Midnight (počítačová hra)
Midnight je česká plošinovka z roku 1992. Vytvořil ji Jiří Bernášek (BeWeSoft) a vydala ji polská společnost Mirage Software. Hra vyšla pro osmibitové počítače Atari.

## Hratelnost
Starý čaroděj Al se vydal zničit hlavního hrdinu, který žije na hradě Hrkah. Všechno služebnictvo se však rozuteklo, takže hráč na vše zbyl sám. Al se bojí světla, proto musí hrdina rozsvítit ve všech pokojích. K tomu musí najít svíce a rozsvěcet je na stojanech. Některé dveře jsou zamčené, takže je nutné napřed najít klíč. Úkol ztěžují i různá stvoření, jako duchové či žáby. Hráč se jich nesmí dotknout, jinak zemře. Čas má hrdina jen do půlnoci, kdy Al dorazí a zničí hrad.